# Euprosthenopsis rothschildi
Euprosthenopsis rothschildi là một loài nhện trong họ Pisauridae.
Loài này thuộc chi Euprosthenopsis. Euprosthenopsis rothschildi được miêu tả năm 1977 bởi Blandin.